# Luna 3
Luna 3 (in russo Луна-3?) fu la terza sonda lunare lanciata con successo appartenente al Programma Luna dell'Unione Sovietica e fu anche uno dei primi trionfi nell'esplorazione umana del cosmo.
Luna 3 raggiunse e fotografò, per la prima volta nella storia, la faccia opposta della Luna, quasi totalmente invisibile dalla Terra. Grazie alle foto inviate dalla macchina furono creati i primi atlanti della nuova regione lunare. 

La sonda mise in evidenza un emisfero completamente differente da quello noto, costituito principalmente da valli e montagne, con solo due zone oscure che furono denominate Mare Moscoviense e Mare Desiderii.

## Schema della sonda
La forma della macchina era all'incirca cilindrica con due lati semisferici. Lunga 130 cm e con un diametro massimo di 120 cm. Il cilindro era ermeticamente chiuso e pressurizzato a 0,23 atmosfere.
I pannelli solari erano montati all'esterno e provvedevano alla ricarica delle batterie chimiche inserite dentro la macchina. Luna 3 disponeva anche di un sistema per contenere l'aumento della temperatura nell'emisfero illuminato dal sole; infatti se la temperatura interna superava i 25 gradi Celsius alcuni pannelli venivano disposti in modo tale da permettere il raffreddamento interno.
L'emisfero superiore alloggiava le macchine da ripresa e quattro antenne, mentre altre due erano alloggiate nella parte inferiore. Le altre apparecchiature erano montate all'esterno e prevedevano un rivelatore di raggi cosmici e micrometeoriti e il sistema di acquisizione immagini Enisej-2.
La sonda, a differenza di Luna 1 e Luna 2, possedeva un sistema di controllo assetto a getti di gas e utilizzava una cellula fotoelettrica puntata sul sole e sulla Luna per una corretta navigazione. 

Internamente, Luna 3, ospitava il sistema per l'elaborazione delle immagini, la radio, batterie, un giroscopio e ventole circolari per il raffreddamento.

## Missione

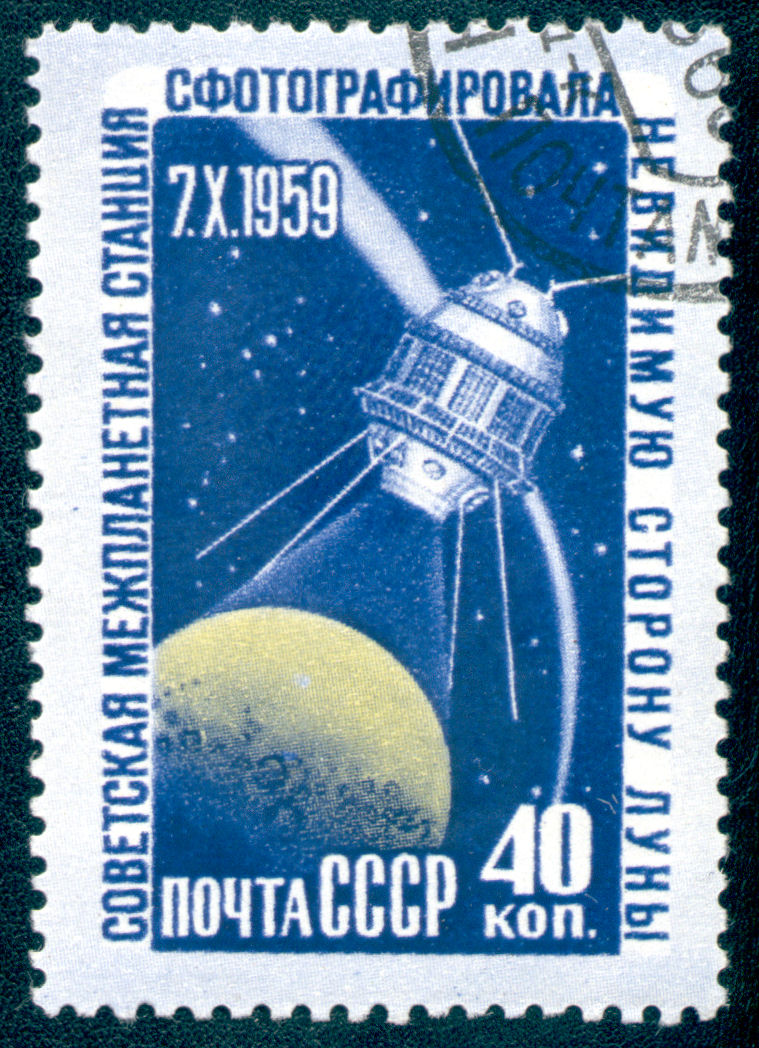
Francobollo commemorativo sovietico della missione Luna 3 sovietico, 1959.

Luna 3 fu lanciata il 4 ottobre 1959 alle 02:24:00 UTC dal Cosmodromo di Baikonur e fu immessa in un'orbita che la facesse arrivare alla Luna.

Inizialmente si presentarono dei problemi perché il segnale ricevuto dalla sonda era solo la metà della potenza prevista e la temperatura interna continuava ad innalzarsi pericolosamente. Per ovviare a questi difetti, fu modificato l'asse di rotazione e vennero spenti alcuni apparati, portando così la temperatura interna da 40 °C a 30 °C. A 70.000 km di altezza fu acceso il sistema di orientamento e cessò la rotazione della sonda, che fu puntata definitivamente verso la Luna.
Il 6 ottobre 1959 alle 14:16 UTC Luna 3 passò a 6.200 km dal polo sud lunare e continuò il viaggio verso il lato opposto del satellite.
Il 7 ottobre raggiunse la meta e iniziò a scattare le prime immagini. 

In totale furono scattate 29 foto che ricoprivano il 70% dell'emisfero opposto e successivamente la sonda virò verso il polo nord lunare e puntò verso la Terra. 

Giunta in prossimità del nostro pianeta, l'8 ottobre, avrebbe dovuto iniziare a trasmettere le immagini all'URSS, ma la debolezza del segnale impedì questa procedura. Solo il 18 ottobre, grazie ad una maggiore vicinanza alla Terra, fu in grado di trasmettere 17 immagini.
Il 22 ottobre si persero i contatti con la sonda che però rientrò nell'atmosfera nel 1962.

## Fotografie lunari
Lo scopo della missione era quello di ottenere delle foto del lato opposto della Luna e per eseguire questo compito, Luna 3, era equipaggiata con il sistema Enisej-2, composto da una fotocamera con due lenti AFA-E1, una unità di elaborazione automatica e uno scanner. Le lenti avevano un obiettivo con focale lunga 200 mm F/5.6 e l'altro con focale di 500mm F/9.5.

La fotocamera scattò 29 immagini in 40 minuti da una distanza di circa 64.000 km dalla Luna.

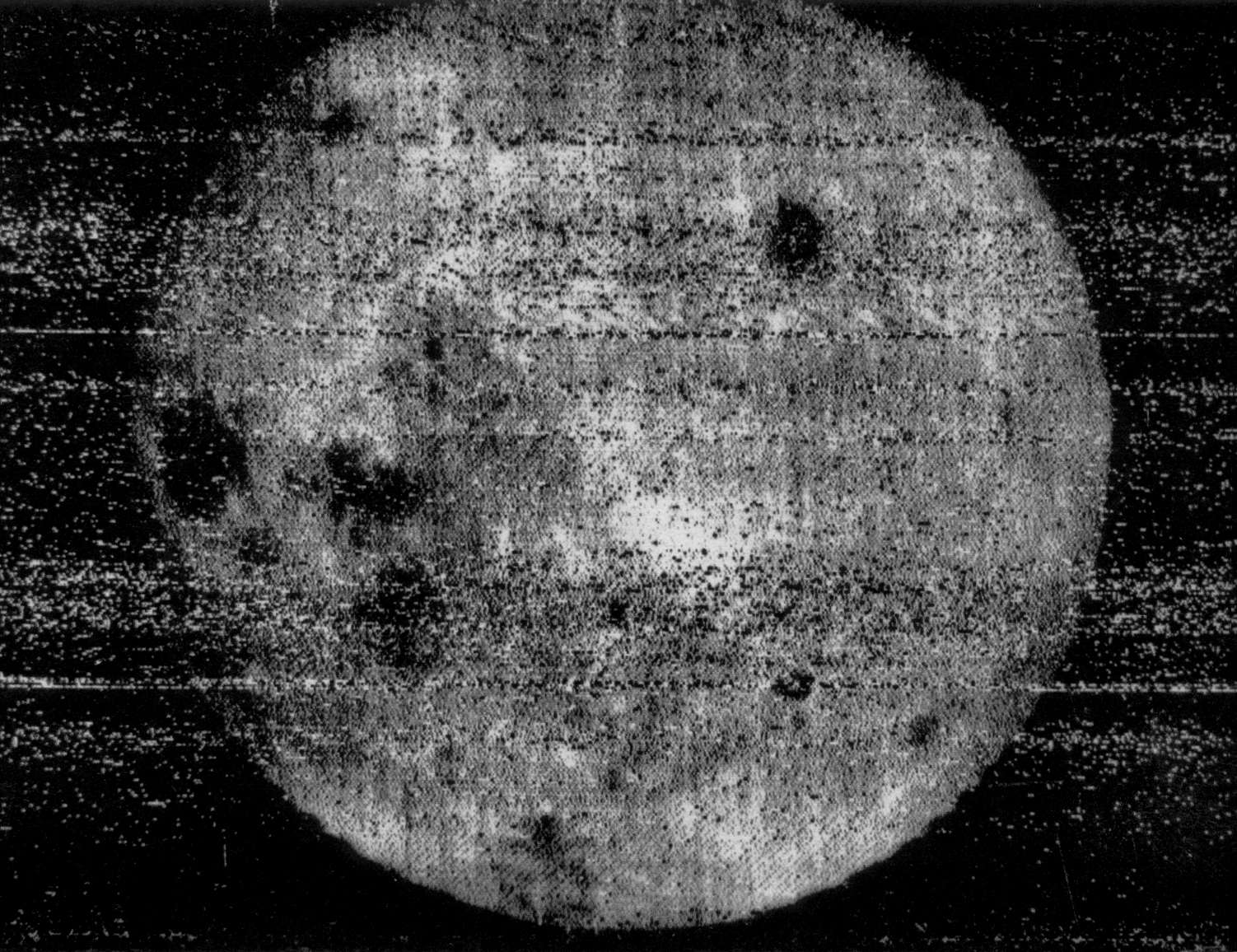
Fotogramma numero 29 della serie di fotografie scattate da Luna 3.